# Doni Dharmawan
Doni Dharmawan est un karatéka indonésien connu pour avoir remporté la médaille de bronze en kumite individuel masculin moins de 65 kilos aux championnats du monde de karaté 2006 à Tampere, en Finlande.

## Résultats
| Résultat           | Date         | Épreuve                   | Catégorie | Compétition                | Ville hôte           |
| ------------------ | ------------ | ------------------------- | --------- | -------------------------- | -------------------- |
| Médaille de bronze | Octobre 2006 | Kumite individuel - 65 kg | Seniors   | Championnats du monde 2006 | Tampere, en Finlande |